# 轴承检测
轴承检测是指对于轴承状态进行技术鉴定，以确定轴承是否可用的技术手段。
目前，可分为以下几种方法：
1. 外观检查：就是目测，根据轴承的不同，查找法規標準等相当依据，确认轴承外观状态。
2. 探伤：可运用声波、电磁等手段进行内部检测。
3. 振动：运用振动检测技术，对轴承几何尺寸从细微处进行检测。